# 156631 Margitan
156631 Margitan è un asteroide della fascia principale. Scoperto nel 2002, presenta un'orbita caratterizzata da un semiasse maggiore pari a 3,1123561 UA e da un'eccentricità di 0,2375615, inclinata di 17,53999° rispetto all'eclittica.